# Ann-Margret Ahlstrand
Ann-Margret Ahlstrand (senare Osterman), född 14 mars 1905 i Forsa i Katrineholm, död 16 september 2001 i Skattskär, var en svensk friidrottare (höjdhopp). Hon tävlade för klubben Skattskärs IF.
Ahlstrand deltog bland annat vid de andra Kvinnliga Internationella Idrottsspelen 1926 i Göteborg där hon kom på fjärde plats (efter Inga Greta Broman), och vid de nionde Olympiska sommarspelen 1928 i Amsterdam där hon kom på fjortonde plats i höjdhopp.
Hon är begravd på Östra Fågelviks kyrkogård.